# Defiled Serenity
Defiled Serenity ist eine finnische Melodic-Death-Metal-Band, die 2021 in Loimaa in Finnland gegründet wurde.

## Bandgeschichte
Die Band wurde 2021 von Paavo Laapotti gegründet, der am 7. September 2022 auch als neuer Sänger der Band Before the Dawn angekündigt wurde. Er war 2022 ebenfalls Teilnehmer der Show The Voice of Finland, bei der er den zweiten Platz belegte.
Am 21. Februar 2025 wurde ihr Debüt-Album Within the Slumber of the Mind auf Inverse Records veröffentlicht. Auf dem Album gibt es Gastauftritte von Juha Tapio sowie Sonja Lindberg, die ebenfalls bei der 11. Staffel von The Voice of Finland auftrat. Das Cover wurde von Nikos Stavridakis (VisionBlack) entworfen.

## Stil
Defiled Serenity ordnen sich im Bereich des Melodic Death Metal ein. Tobias Dahs schreibt dazu auf powermetal.de:

„...auch wenn ich die im beiliegenden Pressetext gezogenen Parallelen zum frühen Material von Melodic-Death-Großmeistern wie Dark Tranquillity, In Flames oder gar Amon Amarth nicht so recht höre. Defiled Serenity operiert nämlich in viel melancholischer geprägten Gefilden, sodass eher das sehr frühe Werk von Amorphis und vordergründig Paavos Hauptband Before the Dawn als Referenzen herhalten können.“

Die von Sänger Paavo Laapotti geschriebenen Songtexte drehen sich um Depression und Tod, wobei er auch aus seinem eignen Leben schöpfte, und die Arbeit an dem Album als therapy for myself (Therapie für mich selbst) bezeichnete.

## Diskografie

### Studioalben
- 2025: Within the Slumber of the Mind (Inverse Records)

### Singles und EPs
- 2022: Voices from the Void (Eigenveröffentlichung)
- 2024: Your Worst Enemy (Inverse Records)
- 2024: Exiled to Infinity (Inverse Records)
- 2025: Unfaithful feat. Karisma (Inverse Records)